# Blackwall (DLR)

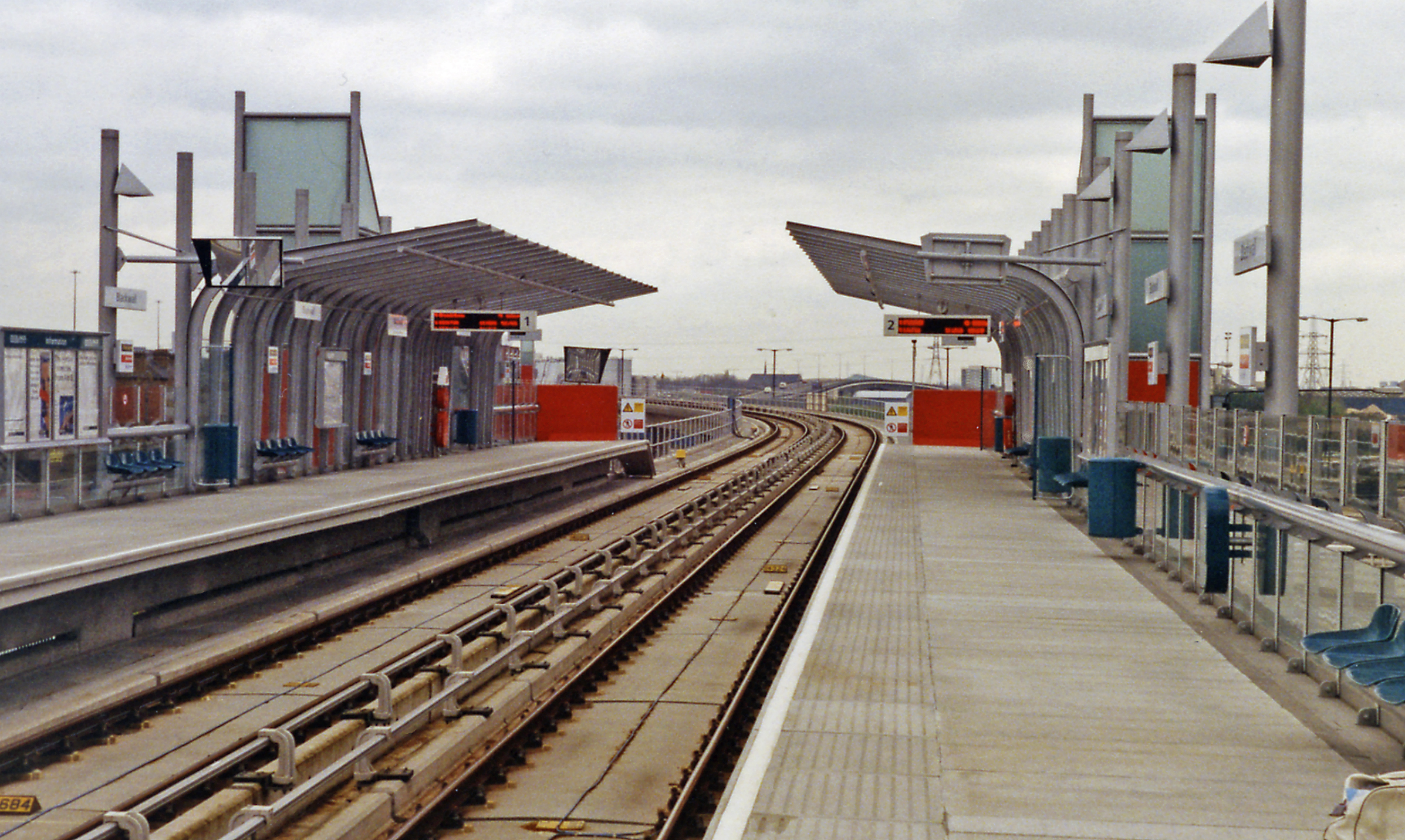
Station Blackwall

Blackwall ist eine Station der Docklands Light Railway (DLR) im Londoner Stadtbezirk London Borough of Tower Hamlets. Sie liegt in der Travelcard-Tarifzone 2, am Aspen Way im Stadtteil Blackwall. In der Nähe befindet sich der nördliche Eingang des Blackwall-Tunnel, der die Themse unterquert.
Die Station wurde am 28. März 1994 eröffnet, zusammen mit der Zweigstrecke in Richtung Beckton. Während der Hochblüte der Docklands befand sich am selben Standort der Bahnhof Poplar der London and Blackwall Railway (L&BR). Er war vom 6. Juli 1840 bis 3. Mai 1926 in Betrieb. Es gab auch einen L&BR-Bahnhof namens Blackwall; dieser lag jedoch etwas weiter östlich in der Nähe der heutigen Station East India.